# Hammerfließ
Das Hammerfließ ist ein rechter Zufluss der Nuthe bei Woltersdorf und durchfließt das Baruther Urstromtal.

## Beschreibung
Die Quelle befindet sich nordwestlich am Ortsrand der Gemarkung von Baruth/Mark.
Das langsam fließende Gewässer entwässert die Flemmingwiesen zwischen den südlich gelegenen Orten Paplitz, Schöbendorf, Lynow, Stülpe, Dümde sowie den nördlichen Orten Mückendorf, Horstwalde und Schönefeld. In seinem weiteren Verlauf passiert das Hammerfließ das südwestlich gelegene Woltersdorf sowie die nördlich gelegenen Orte Gottow, unmittelbar den Wohnplatz Unterhammer sowie die Gemarkung von Schöneweide und schließlich Scharfenbrück.
Im 19. Jahrhundert trug der Fluss zeitweise den Namen Baruther Hammerfließ. Die Fischereirechte waren zu Beginn des 20. Jahrhunderts jeweils nach den Gemarkungsgrenzen der Orte platziert.